# Världsmästerskapet i mixed curling
Världsmästerskapet i mixed curling är en landslagsturnering i curling som hade premiär 2015. Varje lag består av två kvinnor och två män och matcherna spelas i åtta (mot normala tio) omgångar.

## Resultat
| År   | Värd                | Final     | Final    | Final     | Match om tredjepris | Match om tredjepris | Match om tredjepris |
| År   | Värd                | Vinnare   | Resultat | Tvåa      | Trea                | Resultat            | Fyra                |
| ---- | ------------------- | --------- | -------- | --------- | ------------------- | ------------------- | ------------------- |
| 2015 | Bern, Schweiz       | Norge     | 5 – 3    | Sverige   | Kina                | 5 – 4               | Ryssland            |
| 2016 | Kazan, Ryssland     | Ryssland  | 5 – 4    | Sverige   | Skottland           | 8 – 4               | Sydkorea            |
| 2017 | Champéry, Schweiz   | Skottland | 8 – 5    | Kanada    | Tjeckien            | 7 – 6               | Norge               |
| 2018 | Kelowna, Kanada     | Kanada    | 6 – 2    | Spanien   | Ryssland            | 8 – 7               | Norge               |
| 2019 | Aberdeen, Skottland | Kanada    | 6 – 5    | Tyskland  | Norge               | 6 – 5               | Sydkorea            |
| 2022 | Aberdeen, Skottland | Kanada    | 7 – 4    | Skottland | Schweiz             | 6 – 4               | Sverige             |
| 2023 | Aberdeen, Skottland | Sverige   | 8 – 2    | Spanien   | Kanada              | 4 – 3               | Norge               |
| 2024 | Aberdeen, Skottland | Sverige   | 5 – 4    | Japan     | Spanien             | 4 – 2               | Schweiz             |

## Medaljtabell
| Nr | Lag       | Guld | Silver | Brons | Totalt |
| -- | --------- | ---- | ------ | ----- | ------ |
| 1  | Kanada    | 3    | 1      | 1     | 5      |
| 2  | Sverige   | 2    | 2      | –     | 4      |
| 3  | Skottland | 1    | 1      | 1     | 3      |
| 4  | Spanien   | –    | 2      | 1     | 3      |
| 4  | Ryssland  | 1    | –      | 1     | 2      |
| 6  | Norge     | 1    | –      | 1     | 2      |
| 7  | Japan     | –    | 1      | –     | 1      |
| 8  | Tyskland  | –    | 1      | –     | 1      |
| 9  | Kina      | –    | –      | 1     | 1      |
| 9  | Tjeckien  | –    | –      | 1     | 1      |
| 9  | Schweiz   | –    | –      | 1     | 1      |